# Belle et Rebelle
Albums de Tri Yann
Le Vaisseau de pierre Portraits
Belle et Rebelle est le neuvième album de Tri Yann sorti en janvier 1990. Ce CD a été consacré à Nantes, port d'attache du groupe. Une chanson a été consacrée à Jacques Demy, Nantais qui est décédé peu avant. On retrouve un son plus folk avec Loumi Séveno au violon et plus rock avec l'arrivée de Jean-Luc Chevalier (ancien membre du groupe Magma) aux guitares.

## Titres
| No  | Titre | Durée |
| --- | --- | ----- |
| 1.  | Le Renard (évocation d'Alain Barbetorte)                                                                                     | 4:01  |
| 2.  | Gwerz Jorj Courtois (chanson sur la prise d'otages au palais de justice à Nantes en 1985)                                    | 3:21  |
| 3.  | Favet neptunus eunti (instrumental)                                                                                          | 3:07  |
| 4.  | Le Tourdion des manants (musique inspirée d'un tourdion de Pierre Attaignant)                                                | 3:14  |
| 5.  | Les Pailles d'or brisées (l'histoire de l'usine LU de Nantes)                                                                | 3:58  |
| 6.  | Produced and Bottled in Nantes (instrumental)                                                                                | 3:16  |
| 7.  | Korydwen et le Rouge de Kenholl (reprise de l'air traditionnel Cad E Sin Don Te Sin déjà présent sur l'album Suite gallaise) | 6:43  |
| 8.  | La Petite Perrine, marchande de coccinelles                                                                                  | 3:47  |
| 9.  | Sonate de Paul Ladmirault (instrumental)                                                                                     | 2:31  |
| 10. | Sur la Fosse au boulot | 3:58  |
| 11. | Belle et Rebelle | 3:18  |

## Musiciens
- Jean Chocun : chant, chœurs
- Jean-Paul Corbineau : chant, chœurs
- Jean-Louis Jossic : chant, psaltérion, bombarde
- Gérard Goron : chant, chœurs, batterie, dulcimer
- Louis-Marie Séveno : chant, violon flûtes, basse, mandoline, dulcimer
- Bruno Sabathé : chant, synthétiseurs, épinette
- Jean-Luc Chevalier : guitares acoustique et électrique, basse, mandoloncelle

avec la participation de :
- Monique Legendre : violon
- Billy Courcuff : bugle
- Michel Loirat : tuba
- Philippe Meslet : trombone
- Boniface Dagry : percussions
- Emeric, Marie, Mélanie, Nicolas et Steven : chœur d'enfants